# Coupe Latine
Die Coupe Latine (französisch) beziehungsweise Copa Latina (spanisch), Coppa Latina (italienisch) und Taça Latina (portugiesisch) ist ein Pokalwettbewerb für Vereinsmannschaften aus Frankreich, Italien, Spanien, Portugal und anderen Staaten mit romanischer Sprache.

## Fußball
Im Fußball gilt der von 1949 bis 1957 ausgespielte Wettbewerb als ein regional begrenzter Vorläufer des Europapokals der Landesmeister.

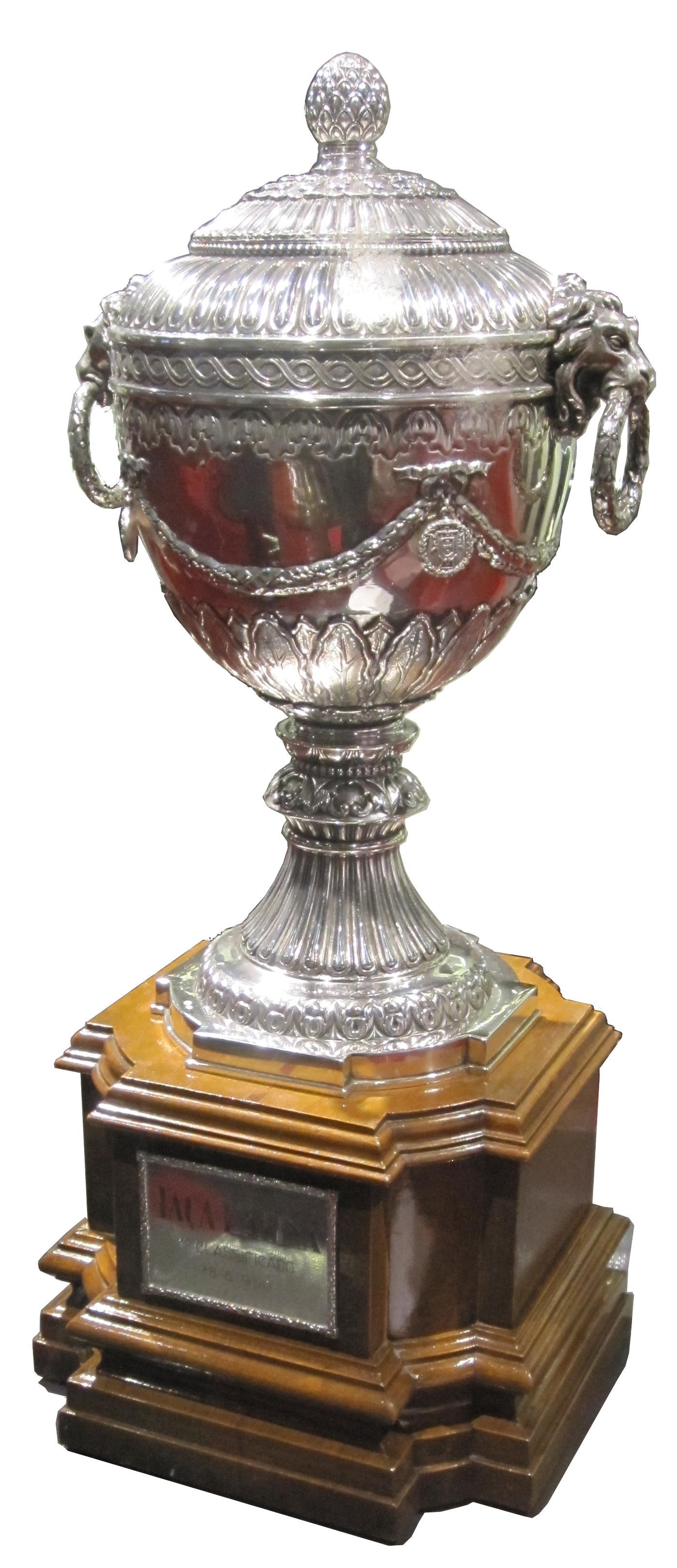
Pokal

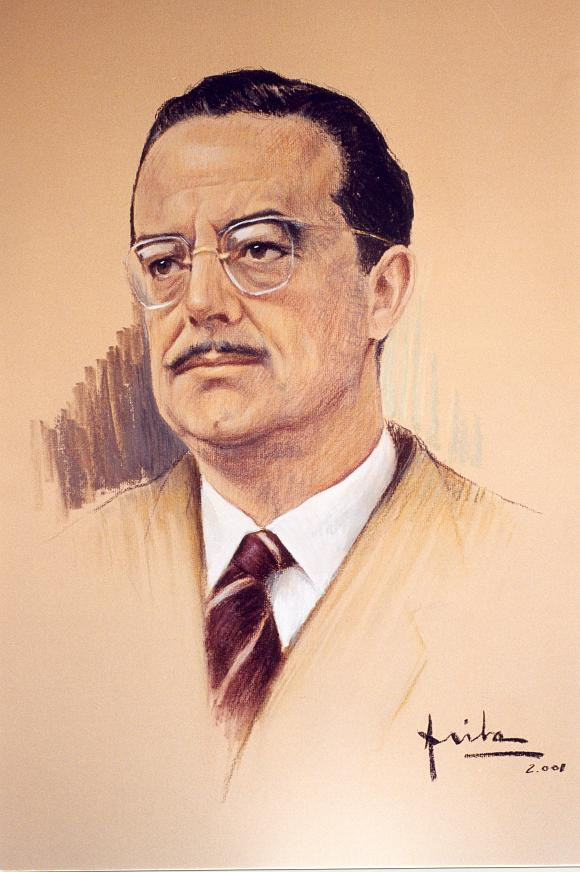
Armando Muñoz, Präsident des spanischen Verbandes

Die Idee für ihre Gründung fällt in die Zeit nach dem Zweiten Weltkrieg, in der vergleichbare europäische Wettbewerbe für Vereinsmannschaften wie der Mitropapokal nicht mehr stattfanden oder an Bedeutung verloren hatten. Zweifellos haben auch die sich nach Kriegsende manifestierenden Pläne einer kriegsverhindernden europäischen Zusammenarbeit in Wirtschaft, Forschung, Recht und Politik (OEEC, Europarat, Montanunion) die Verwirklichung eines solchen Cups befördert.
Der Wettbewerb wurde auf Ersuchen der nationalen Verbände von Frankreich, Italien, Spanien und Portugal von der FIFA ins Leben gerufen. Als federführend gilt hier der Spanische Verband. Die Ausarbeitung der Regeln blieb aber den Verbänden überlassen. Der europäische Verband UEFA bestand zu diesem Zeitpunkt noch nicht. Nach der Schaffung des Europapokals der Landesmeister 1955 verlor auch dieser Wettbewerb rasch seine Bedeutung und wurde nach der Ausspielung von 1957 nicht mehr fortgeführt.
Teilnahmeberechtigt waren die Landesmeister von Italien, Frankreich, Spanien und Portugal, also aus den vier größten westeuropäischen Staaten mit romanischer Sprache; Vertreter aus Rumänien, der Schweiz, Belgien, Luxemburg, Andorra und Malta hatten keinen Zugang.
Der Wettbewerb wurde jeweils nach Saisonende in der Sommerpause ausgetragen, so dass die vier aktuellen Landesmeister, in Einzelfällen stattdessen der Vizemeister (FC Valencia 1953 und AC Mailand 1956) oder der Drittplatzierte (AC Mailand 1953), daran teilnahmen. Gespielt wurde im jährlichen Wechsel in einem der Teilnehmerländer. Zwei Halbfinalspiele wurden ausgelost, deren Sieger den Pokalgewinner und deren Verlierer den Drittplatzierten ermittelten. So konnte die Coupe Latine innerhalb weniger Tage ausgetragen werden.
Die Turniere im Überblick
| Jahr | Gastgeber                                                  | Finale                                                     | Finale                                                     | Finale                                                     | Spiel um Platz 3                                           | Spiel um Platz 3                                           | Spiel um Platz 3                                           |                                                            |
| Jahr | Gastgeber                                                  | Sieger                                                     | Ergebnis                                                   | Finalist                                                   | 3. Platz                                                   | Ergebnis                                                   | 4. Platz                                                   |                                                            |
| ---- | ---------------------------------------------------------- | ---------------------------------------------------------- | ---------------------------------------------------------- | ---------------------------------------------------------- | ---------------------------------------------------------- | ---------------------------------------------------------- | ---------------------------------------------------------- | ---------------------------------------------------------- |
| 1949 | Spanien                                                    | CF Barcelona                                               | 2:1                                                        | Sporting Lissabon                                          | AC Turin                                                   | 5:3                                                        | Stade Reims                                                |                                                            |
| 1950 | Portugal                                                   | Benfica Lissabon                                           | 3:3, 2:1                                                   | Girondins Bordeaux                                         | Atlético Madrid                                            | 2:1                                                        | Lazio Rom                                                  |                                                            |
| 1951 | Italien                                                    | AC Mailand                                                 | 5:0                                                        | OSC Lille                                                  | Atlético Madrid                                            | 3:1                                                        | Sporting Lissabon                                          |                                                            |
| 1952 | Frankreich                                                 | CF Barcelona                                               | 1:0                                                        | OGC Nizza                                                  | Juventus Turin                                             | 3:2                                                        | Sporting Lissabon                                          |                                                            |
| 1953 | Portugal                                                   | Stade Reims                                                | 3:0                                                        | AC Mailand                                                 | Sporting Lissabon                                          | 4:1                                                        | FC Valencia                                                |                                                            |
| 1954 | wegen der Fußball-Weltmeisterschaft 1954 nicht ausgetragen | wegen der Fußball-Weltmeisterschaft 1954 nicht ausgetragen | wegen der Fußball-Weltmeisterschaft 1954 nicht ausgetragen | wegen der Fußball-Weltmeisterschaft 1954 nicht ausgetragen | wegen der Fußball-Weltmeisterschaft 1954 nicht ausgetragen | wegen der Fußball-Weltmeisterschaft 1954 nicht ausgetragen | wegen der Fußball-Weltmeisterschaft 1954 nicht ausgetragen | wegen der Fußball-Weltmeisterschaft 1954 nicht ausgetragen |
| 1955 | Frankreich                                                 | Real Madrid                                                | 2:0                                                        | Stade Reims                                                | AC Mailand                                                 | 3:1                                                        | Belenenses Lissabon                                        |                                                            |
| 1956 | Italien                                                    | AC Mailand                                                 | 3:1                                                        | Athletic Bilbao                                            | Benfica Lissabon                                           | 2:1                                                        | OGC Nizza                                                  |                                                            |
| 1957 | Spanien                                                    | Real Madrid                                                | 1:0                                                        | Benfica Lissabon                                           | AC Mailand                                                 | 1:0                                                        | AS Saint-Étienne                                           |                                                            |

Ranglisten
| Rang | Klub              | Punkte 1 | Titel | Teiln. |
| ---- | ----------------- | -------- | ----- | ------ |
| 1    | AC Mailand        | 15       | 2     | 5      |
| 2    | Benfica Lissabon  | 9        | 1     | 3      |
| 3    | CF Barcelona      | 8        | 2     | 2      |
| 3    | Real Madrid       | 8        | 2     | 2      |
| 3    | Stade Reims       | 8        | 1     | 3      |
| 6    | Sporting Lissabon | 7        | 0     | 4      |

| Rang | Land       | Punkte 1 | Titel |
| ---- | ---------- | -------- | ----- |
| 1    | Spanien    | 24       | 4     |
| 2    | Italien    | 20       | 2     |
| 3    | Frankreich | 19       | 1     |
| 4    | Portugal   | 17       | 1     |

## Handball
Im Handball fanden Wettbewerbe für Männer, Frauen und die jeweiligen Nachwuchsmannschaften statt.
Männer
- 1957 in Orán[1]
- 1960 Oran (Portugal)
- 1962 in Lissabon[1]
- 1963 in Madrid (Spanien)
- 1965 in Rabat (Marokko)

Frauen
- 1981 in Málaga (Spanien)
- 2006 in Cannes (Frankreich)